# Manipulator robotyczny

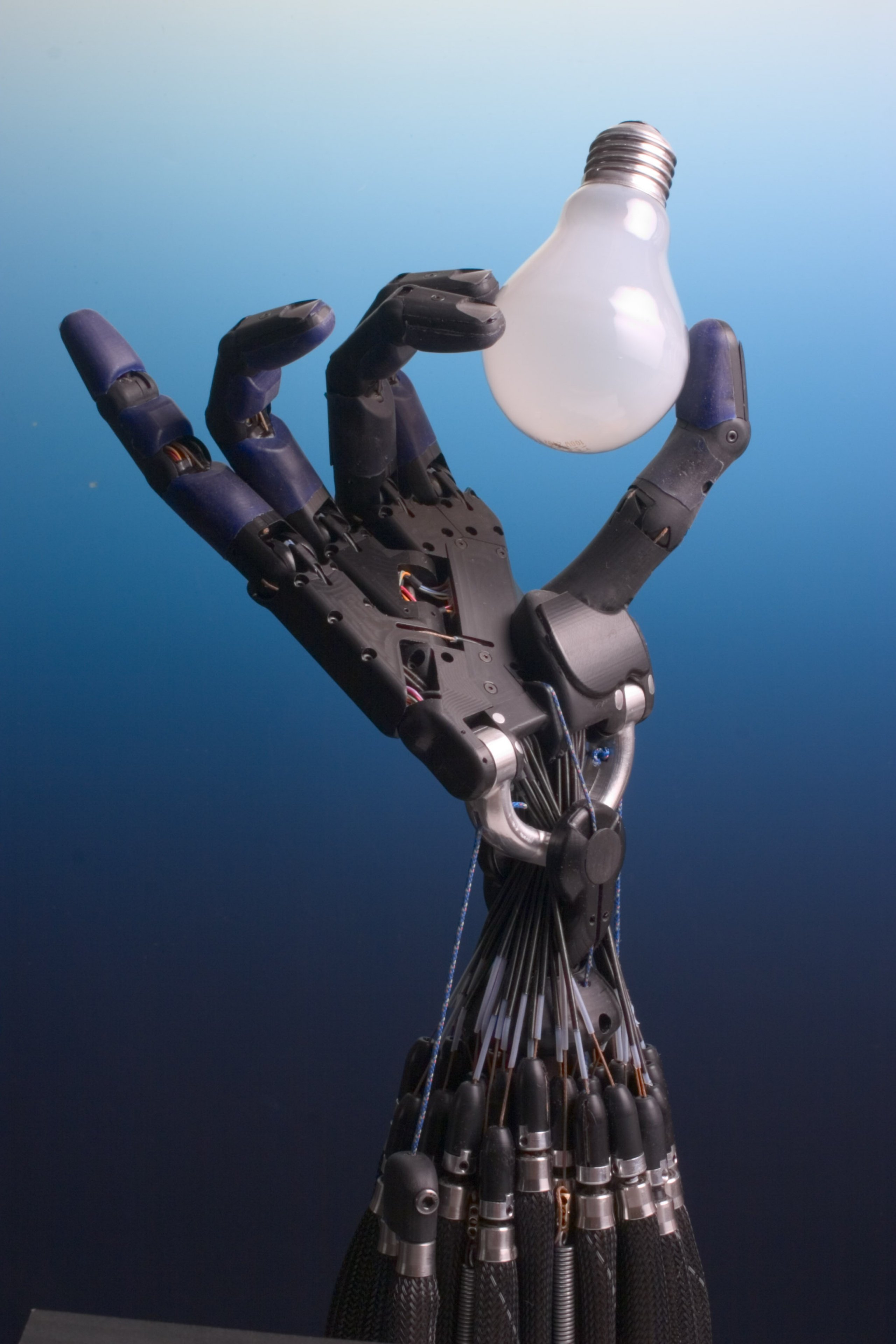

Manipulator robotyczny – w robotyce, urządzenie służące do manipulowania elementami bez bezpośredniego kontaktu fizycznego operatora, zwane też „mechanicznym ramieniem”, stosowane głównie w fabrykach samochodów, automatycznych liniach produkcyjnych, fabrykach w których istnieje zagrożenie dla zdrowia ludzi itp. Inaczej mówiąc, jest to część robota pełniąca funkcję ludzkich kończyn górnych. Dla łatwiejszego opisu takiego ramienia wprowadzone zostały pojęcia: człon automatyki, współrzędne lokalne, współrzędne globalne, kinematyka manipulatora, stopnie swobody oraz notacja Denavita-Hartenberga. Pozwalają one w sformalizowany sposób opisać budowę manipulatora oraz zależności występujące pomiędzy kolejnymi elementami składowymi.
Manipulatorem może być układem wielu ramion połączonych ze sobą przegubami, zakończony efektorem (chwytakiem). Pojedyncze ogniwo manipulatora zbudowane jest z przegubu oraz następującego po nim ramienia, gdzie przegub zapewnia możliwość ruchu.

## Pojęcia związane z manipulatorem

### Współrzędne wewnętrzne
Każdy przegub opisywany jest za pomocą współrzędnej wewnętrznej (nastawy) {\displaystyle q_{i}} przy czym {\displaystyle i=1,2,\dots ,n.} Zmienne {\displaystyle q_{i}} po złożeniu tworzą wektor {\displaystyle q=(q_{1},q_{2},\dots ,q_{n})^{T}\in \mathbb {Q} ,} zwany wektorem współrzędnych wewnętrznych. Jeśli manipulator potraktujemy jako układ sterowania, to {\displaystyle q} będzie odpowiadać wektorowi stanu.

### Współrzędne zewnętrzne
Podczas pracy z manipulatorem ważne jest położenie i orientacja jego efektora określane we współrzędnych zewnętrznych. Mogą one być zapisane pod postacią szóstki liczb {\displaystyle (x,y,z,\alpha ,\beta ,\gamma )^{T}\in \mathbb {R} ^{6}.} W zależności od potrzeb rozmiar ten może ulec zmianie (przykładowo w danym przypadku ważne mogą być jedynie współrzędne {\displaystyle x} oraz {\displaystyle y}). Pierwsza trójka liczb określa położenie efektora, a kolejna – orientację.

### Kinematyka manipulatora
Ostatecznie położenie i orientacja efektora mogą być opisane we współrzędnych zewnętrznych za pomocą wektora {\displaystyle (x,y,z,\alpha ,\beta ,\gamma )^{T}\in \mathbb {R} ^{6}} oraz w funkcji współrzędnych wewnętrznych {\displaystyle (q_{1},q_{2},\dots ,q_{n})\in \mathbb {Q} .} Przekształcenie {\displaystyle k\colon \mathbb {Q} \to \mathbb {R} ^{6}} nazywamy kinematyką manipulatora we współrzędnych.
W celu łatwiejszego opisu własności manipulatora z każdym jego przegubem oraz efektorem możemy powiązać kartezjański układ współrzędnych, który nazywany jest układem lokalnym. Układ {\displaystyle X_{0}\ Y_{0}\ Z_{0}} związany z podstawą nazywać będziemy układem bazowym i względem niego będziemy wyznaczać położenie oraz orientację przegubów oraz efektora manipulatora.
Do opisu manipulatora wykorzystywana jest najczęściej notacja Denavita-Hartenberga, a do wyznaczenia drogi ramienia manipulatora algorytm Taylora.